# نشریه اتار پونجر ۴۵
نشریهٔ اتار پونجر ۴۵ (به فارسی: گلچین ادبیات خارجی) نشریه‌ای است به زبان ارمنی که از سال ۱۹۱۳ و در تبریز منتشر می‌شد.